# George Steiner
Francis George Steiner (Neuilly-sur-Seine, 23 de abril de 1929 – Cambridge, 3 de fevereiro de 2020) foi um crítico literário, professor na Universidade de Cambridge e Genebra.

## Carreira
Entre seus admiradores, Steiner é classificado "entre as grandes mentes do mundo literário da atualidade". O romancista inglês A.S. Byatt o descreveu como um "homem renascentista tardio, tardio, tardio […] um metafísico europeu com um instinto para as ideias motrizes de nosso tempo". Harriet Harvey-Wood, ex-diretora de literatura do British Council, descreveu-o como um "magnífico conferencista - profético e carregado de desgraças [que] apareceria com meia página de notas rabiscadas e nunca se referiria a elas".
Morreu no dia 3 de fevereiro de 2020, aos 90 anos.

## Obras
Muitos dos seus livros foram traduzidos no Brasil e em Portugal, entre eles:
- Depois de Babel: Aspectos da linguagem e tradução. 
  - Tradução de Carlos Alberto Faraco. Curitiba, UFPR, 1973
  - Tradução de Miguel Serras Pereira. Lisboa, Relógio D'Água, coleção 'Antropos', 2002
- As idéias de Heidegger, trad. Álvaro Cabral, São Paulo, Cultrix, 1982
- Linguagem e Silêncio: Ensaios sobre a literatura, a linguagem e o inumano. 
  - Tradução de Gilda Stuart e Felipe Rajabally, Companhia das Letras, 1988
  - Lisboa, Gradiva, 2014
- Heidegger, trad. de João Paz, Lisboa, Publicações Dom Quixote, Biblioteca de Filosofia, 1990.
- No Castelo do Barba Azul.
  - Tradução de Tomás Rosa Bueno, Companhia das Letras, 1991
  - Lisboa, Relógio D'Água, coleção 'Antropos'
- Antígonas. Tradução de Miguel Serras Pereira. Lisboa, Relógio D'Água, coleção 'Antropos', 1995
- Gramáticas da Criação. Lisboa, Relógio D'Água, coleção 'Antropos', 2002
- Nostalgia do absoluto. Lisboa, Relógio D'Água, 2003
- A Idéia de Europa, ed. Gradiva, 2005 (reeditado em 2013 com um prefácio de José Manuel Durão Barroso)
- Os logocratas. Tradução de Miguel Serras Pereira. Lisboa, Relógio D'Água, coleção 'Antropos', 2006
- A morte da Tragédia. Tradução de Isa Kopelman, Editora Perspectiva, Coleção: Estudos/E.228, 2006
- Tolstoi ou Dostoievski. 
  - Tradução de Isa Kopelman, Editora Perspectiva, Coleção: Estudos/E.238, 2007
  - Lisboa, Relógio D'Água, 2015
- Errata: revisões de uma vida. Tradução de Margarida Vale de Gato. Lisboa, Relógio D'Água, coleção 'Antropos', 2009
- A Poesia do Pensamento: Do Helenismo a Celan. Lisboa, Relógio D'Água, 2012
- Extraterritorial. Lisboa, Relógio D'Água, 2014
- Dez Razões (Possíveis) para a Tristeza do Pensamento. Lisboa, Relógio D'Água, 2015
- Nenhuma Paixão Desperdiçada. Record, 2018

## Publicações completas em inglês

### Livros
- Fantasy Poets Number Eight. Fantasy Press, Eynsham, 1952. (Sete poemas.)
- Tolstoy or Dostoevsky: An Essay in Contrast, Faber and Faber, 1959
- The Death of Tragedy, Faber and Faber, 1961
- Homer: A Collection of Critical Essays, 1962
- Anno Domini: Three Stories, Faber and Faber, 1964
- The Penguin Book of Modern Verse Translation, Penguin, 1966
- Language and Silence: Essays 1958-1966, Faber and Faber, 1967
- Poem Into Poem: World Poetry in Modern Verse Translation, Penguin, 1970
- In Bluebeard's Castle: Some Notes Towards the Redefinition of Culture, Faber and Faber, 1971
- Extraterritorial: Papers on Literature and the Language Revolution, Faber and Faber, 1972
- The Sporting Scene: White Knights of Reykjavik, Faber and Faber, 1973
- Nostalgia for the Absolute, Toronto : Canadian Broadcasting Corporation, 1974
- After Babel: Aspects of Language and Translation, Oxford University Press, 1975
- Why English?, Oxford University Press, 1975
- Contemporary Approaches to English Studies, Heinemann Education, 1977
- Has Truth a Future?, BBC, 1978—The Bronowski Memorial Lecture 1978
- Heidegger, Fontana Modern Masters, 1978
- On Difficulty and Other Essays, Oxford University Press, 1978
- The Uncommon Reader, 1978
- The Portage to San Cristobal of A.H., Faber and Faber, 1981
- Antigones, Clarendon Press, 1984
- George Steiner: A Reader, Penguin, 1984
- A Reading Against Shakespeare, University of Glasgow, 1986
- Real Presences: Is There Anything in What We Say?, Faber and Faber, 1989
- Proofs and Three Parables, Faber and Faber, 1992
- What is Comparative Literature?, Clarendon Press, 1995—uma palestra inaugural na Universidade de Oxford, Reino Unido, em 11 de outubro de 1994
- Homer in English, Penguin, 1996 (Editor)
- No Passion Spent: Essays 1978-1996, Faber and Faber, 1996
- The Deeps of the Sea, and Other Fiction, Faber and Faber, 1996
- Errata: An Examined Life, Weidenfeld and Nicolson, 1997
- Grammars of Creation, Faber and Faber, 2001
- Lessons of the Masters, Harvard University Press, 2003
- The Idea of Europe, Nexus Institute, 2004
- At Five in the Afternoon, in Kenyon Review and Pushcart Prize XXVIII, 2004 (ficção)
- My Unwritten Books, New Directions, 2008
- George Steiner at The New Yorker, New Directions, 2008
- The Poetry of Thought: From Hellenism to Celan, New Directions, 2011[5]

### Artigos
- Steiner, George (28 de janeiro de 1985). «Books: Dream City». The New Yorker. 60 (50). pp. 92–97
- Broch, Hermann (1984). Hugo von Hofmannsthal and His Time: The European Imagination, 1860–1920. Traduzido por Michael P. Steinberg. [S.l.]: University of Chicago Press. ISBN 9780226075167

## Distinções
- 2002: Doutor honoris causa pela Universidade de Salamanca, Espanha.